# Ben Nighthorse Campbell
Benjamin "Ben" Nighthorse Campbell (* 13. dubna 1933 Auburn, Kalifornie, Spojené státy americké) je bývalý americký politik a zápasník–judista šajenského původu. S judem začínal ve dvaceti letech jako veterán korejské války na univerzitě v San José pod vedením Yoshe Uchidy. Od roku 1960 žil v Tokiu, kde se připravoval na Meidžijské univerzitě. V roce 1963 zvítězil na panamerických hrách. V roce 1964 se účastnil olympijských her v Tokiu v kategorii bez rozdílu vah. Byl papírovým favoritem v základní skupině, ale v zápase s mladým Němcem Klausem Glahnem si přetrhal vazy v koleni a vzdal. Vzápětí ukončil sportovní kariéru. Pracoval jako šerif v Sacramentském okresku a ve volném čase se věnoval trenérské práci. Počátkem osmdesátých let vstoupil do politiky, ve které úřadoval bezmála třicet let.

## Vyznamenání
- velkodůstojník Řádu prince Jindřicha – Portugalsko, 1. června 1998[1]
- Medaile za službu v Koreji – USA
- Letecká medaile – USA